# Classe Brooklyn
La classe Brooklyn est une classe de neuf croiseurs légers, la dernière mise en service dans l'United States Navy avant la Seconde Guerre mondiale. Armés de cinq tourelles triples (trois à l'avant, deux à l'arrière) de 152 mm, ces croiseurs, à leur mise en service, délivraient la plus lourde bordée des croiseurs de l'US Navy. Ils ont été livrés entre le début de la guerre sino-japonaise (1937-1945) et la campagne de Pologne (1939). Ils ont participé à de nombreuses opérations navales dans le Pacifique mais aussi sur les côtes marocaines et en Méditerranée. Plusieurs d'entre eux y ont été endommagés, parfois gravement, mais un seul (l'USS Helena) y a été détruit au combat. Ils ont été désarmés après la fin de la guerre et six d'entre eux ont été transférés à des marines sud-américaines (Argentine, Brésil, Chili) dans lesquelles ils ont été opérationnels pendant plusieurs décennies. L'ancien Phoenix devenu le General Belgrano argentin a été torpillé et coulé pendant la guerre des Malouines, le 2 mai 1982, par un sous-marin nucléaire d'attaque britannique.
Les caractéristiques de la classe Brooklyn ont largement inspiré celles de la plupart des croiseurs ultérieurs de l'US Navy, notamment les grands croiseurs légers de la classe Cleveland, voire les croiseurs lourds de la classe Baltimore.

## Caractéristiques
La classe Brooklyn est issue des contraintes générées par le traité naval de Londres de 1930 qui a interdit pour les nations parties au traité naval de Washington de 1922, la construction de nouveaux croiseurs dont la batterie d'artillerie principale aurait un calibre compris entre 155 mm et 8 pouces (203 mm). Le nombre de ces croiseurs « lourds » était ainsi limité à celui des navires construits ou en construction,,. N'était dès lors plus autorisée en matière de construction de nouveaux croiseurs que celle de croiseurs « légers ». Cela allait dans le sens préconisé par le gouvernement du Royaume-Uni qui considérait que les croiseurs construits au plus près des limitations résultant des stipulations du traité de Washington, étaient trop coûteux et leur préférait des navires d'un déplacement moindre et d'un armement plus léger, comme ceux des classes Leander ou Arethusa. Les États-Unis n'étaient pas favorables à de telles limitations car ils souhaitaient des navires plus lourds pour le théâtre du Pacifique. Le traité naval de Londres de 1930 n'avait donc restreint que le calibre maximal de la batterie principale à 155 mm,, et conservé la limite du déplacement maximal à 10 000 tonnes anglaises de 1 016 kg.
À l'instigation du Chef des Opérations navales, l'amiral Pratt,, des études ont été entreprises aux États-Unis dès 1930 pour la construction de croiseurs disposant d'une importante artillerie de 6 pouces (152 mm), respectant ainsi les stipulations du traité de Londres pour les croiseurs légers, mais ayant des caractéristiques similaires aux croiseurs lourds, en matière de protection, de vitesse et de rayon d'action. Les quatre premières commandes ont été passées en 1933 dans le cadre du programme d'urgence (en anglais : Emergency Program). Trois navires supplémentaires ont été commandés en 1934 dans le cadre du Vinson Bill. Lorsque les navires japonais de la classe Mogami armés de quinze canons de 155 mm sont apparus, les nouveaux navires américains avaient un armement d'une puissance équivalente. De nombreuses combinaisons de blindage et de machines avaient été envisagées pour rester en dessous de la limite de 10 000 tonnes imposée par le traité.

### Armement

#### Artillerie principale
Les canons de 6 pouces (152 mm)/47 cal Mk 16 retenus pour armer ces croiseurs, étaient d'une nouvelle conception, avec un pouvoir de pénétration double de celui des canons qui équipaient les croiseurs légers alors en service de la classe Omaha, 140 mm de blindage vertical à 9 000 m et 50 mm de blindage horizontal à 18 000 m. Ils pouvaient tirer à la vitesse initiale de 762 m/s des obus de perforation « super lourds » de 59 kg, jusqu'à 23 900 mètres. Les cinq tourelles axiales d'un poids de 156 t ou 170 t (lorsqu'elles étaient dotées d'un système de télépointage) pesaient quelque 84 tonnes de plus au total que les trois tourelles de 250 t des croiseurs lourds. Mais leur cadence de tir de 8 à 10 coups par minute permettait de délivrer une bordée d'environ 8 000 kg par minute contre un peu plus de 3 700 kg pour un croiseur lourd armé de 9 canons de 203mm/55cal Mk12 tirant des obus de 118 kg à la cadence de 3 à 4 coups par minute. Les canons de chaque tourelle étaient montés sur un berceau unique ce qui était le cas sur les croiseurs lourds. C'est sur l'USS Wichita, dernier croiseur lourd, construit sur une coque de dimensions identiques à celles de la classe Brooklyn, qu'ont été installés des canons ayant un berceau pour chaque pièce, disposition qui sera reprise sur la classe Baltimore, avec une augmentation de l'entraxe des canons permise par une légère augmentation du maître-bau, ce qui réduisait la dispersion des salves à grande distance.

#### Artillerie secondaire et artillerie anti-aérienne
L'artillerie secondaire des croiseurs américains était constituée de canons de 5 pouces (127 mm), mais à la place des huit affûts simples de canons de 5 pouces/25 calibres installés, quatre de chaque bord, sur les premières unités de la classe Brooklyn, ont été installés des canons de 5 pouces/38 calibres en quatre semi-tourelles simples (deux axiales et une de chaque bord) et quatre affûts simples non protégés (deux de chaque bord à proximité de la cheminée arrière), sur l'USS Wichita puis en deux tourelles doubles de chaque bord, sur les deux croiseurs de la sous-classe St. Louis.
Toutefois, les quatre affûts quadruples antiaériens de 1,1 pouce (28 mm) prévus à l'origine en plus de huit mitrailleuses de 12,7 mm, n'ont pu être montés qu'en 1943 et une solution temporaire a dû être adoptée. Finalement ce canon de 28 mm n'a pas donné satisfaction.
À partir de 1942, les superstructures ont été rabaissées et un radar a été installé. L'accroissement des capacités anti-aériennes, quatre affûts quadruples et quatre affûts doubles de 40 mm Bofors, a été prévue mais jamais mise en place. En pratique, différentes combinaisons d'affûts de 20 mm Oerlikon et 40 mm Bofors ont pu être installées. La plus commune était de 28 canons de 40 mm (4 affûts quadruples et 6 affûts doubles) et de 20 canons de 20 mm (10 affûts doubles).
La conduite de tir se faisait à partir de deux ensembles de deux postes de direction de tir, l'un pour les hausses faibles (le tir anti-navires) et l'autre pour les hausses élevées (le tir contre-avions), installés au-dessus de la passerelle et sur la superstructure derrière les cheminées.
Ces croiseurs n'étaient dotés d'aucune plate-forme lance-torpilles qui restaient l'apanage des destroyers, jusqu'à la mise en service de la classe Atlanta.
Les installations pour une aviation embarquée (catapultes, hangars et grues) que l'on trouvait au milieu des navires sur les croiseurs lourds ont été placées à l'extrême arrière pour donner de meilleurs angles de tir à la Défense Contre Avions, les hangars se trouvant sous le pont principal qui était continu jusqu'à la poupe. Alors qu'il était prévu de pouvoir embarquer jusqu'à huit appareils, il n'y en eut jamais que deux embarqués, l'US Navy préférant recourir à l'aviation embarquée des porte-avions pour la reconnaissance aérienne.

### Coque et propulsion
Pour installer cinq tourelles axiales, il a été nécessaire de porter la longueur de la coque à 600 pieds (182,9 m) à la ligne de flottaison, près de 10 m de plus que sur les classes de croiseurs lourds les plus récentes. Avec une largeur inchangée, ceci a amélioré le rapport longueur-largeur de 9,23 à 9,75, et la même vitesse maximale de 32,5 nœuds a été atteinte avec une puissance développée un peu inférieure, 100 000 CV au lieu de 107 000. Pour gagner un peu de poids, et avoir un déplacement de moins de 10 000 tonnes, l'épaisseur de la ceinture blindée latérale a été réduite de 127 mm à 102 mm.
En voulant doter ses croiseurs de la classe Mogami d'une vitesse très élevée de 37 nœuds, la Marine impériale japonaise a dû y installer des machines développant 150 000 CV. Avec un blindage atteignant 127 mm à hauteur des soutes à munitions, comme sur la classe Takao, leur déplacement a largement dépassé les 10 000 tonnes. Après le renforcement des structures de la coque, dont les soudures souffraient à grande vitesse, et avec le recul des canons, la vitesse maximale a été ramenée à 34 nœuds, et encore a-t-il fallu substituer des affuts anti-aériens de 25 mm type 96 à des tourelles de 127 mm type 89,.

## Dérivés et successeurs
Le premier navire dérivé de la classe Brooklyn, l'USS Wichita (CA-45), a été développé comme le dernier croiseur lourd américain autorisé par le traité naval de Washington. Les deux derniers croiseurs légers de la classe Brooklyn, la sous-classe St. Louis, ont eu une propulsion redessinée, avec deux ensembles distincts regroupant chaudières et turbines comme sur les trois dernières unités de la classe Leander britannique, une protection repensée et un armement anti-aérien éloigné réparti en quatre tourelles doubles.
Pendant la guerre, la plus importante classe de grands croiseurs légers jamais construite, la classe Cleveland, a été dérivée de la classe Brooklyn. Sur une coque de dimensions presque identiques, elle ne portait que quatre tourelles triples de 152 mm, par suppression de la troisième tourelle avant qui n'avait qu'un champ de tir limité, de chaque bord. Cette disposition de quatre tourelles triples était celle retenue par la Royal Navy sur la classe Town. En contrepartie, la batterie antiaérienne de 127 mm/38 calibres de la classe Cleveland a été portée à 12 pièces par adjonction de deux tourelles doubles axiales, une à l'arrière et l'autre à l'avant des deux groupes de tourelles d'artillerie principale. Dès 1942, neuf unités de cette classe ont été transformés en porte-avions légers, formant la classe Independence.
Une nouvelle classe de croiseurs lourds, la classe Baltimore, affranchie des limites de déplacement résultant des traités de limitation des armements navals, a été construite par extrapolation de l'USS Wichita, pour l'artillerie principale et de la classe Cleveland pour la batterie anti-aérienne de 127 mm.
De plus, trois autres classes de croiseurs, classe Fargo, pour les grands croiseurs légers, classe Oregon City et classe Des Moines pour les croiseurs lourds, peuvent être rattachées à la classe Brooklyn ainsi que les deux porte-avions légers de classe Saipan qui utilisaient la base de la classe Baltimore.

## Croiseurs de la classe Brooklyn
Sous-classe Brooklyn
| Nom          | N° de coque. | Constructeur                                                            | Mis sur cale | Lancé    | Armé pour essais | Désarmé | Sort final | Citations |
| ------------ | ------------ | ----------------------------------------------------------------------- | ------------ | -------- | ---------------- | ------- | --- | --------- |
| Brooklyn     | CL-40        | Arsenal de Brooklyn, New York                                           | 12/5/35      | 30/11/36 | 30/09/37         | 3/1/47  | Transféré au Chili comme O'Higgins (9/1/51)                                                                                                   | 3         |
| Philadelphia | CL-41        | Arsenal de Philadelphie                                                 | 28/5/35      | 17/11/36 | 23/9/37          | 3/2/47  | Transféré au Brésil comme Barroso (9/1/51) | 5         |
| Savannah     | CL-42        | New York Shipbuilding Corporation, Camden, New Jersey                   | 31/5/34      | 8/5/37   | 10/3/38          | 3/2/47  | Vendu pour la ferraille (25/1/66) | 4         |
| Nashville    | CL-43        | New York Shipbuilding Corporation, Camden, New Jersey                   | 24/1/35      | 2/10/37  | 6/6/38           | 24/6/46 | Transféré au Chili comme Capitán Prat (9/1/51)                                                                                                | 10        |
| Phoenix      | CL-46        | New York Shipbuilding Corporation, Camden, New Jersey.                  | 25/4/35      | 19/3/38  | 3/10/38          | 3/7/46  | Transféré à l'Argentine comme Diecisiete de Octubre (9/4/51), renommé General Belgrano en 1956 coulé pendant la guerre des Falklands (2/5/82) | 9         |
| Boise        | CL-47        | Newport News Shipbuilding and Dry Dock Company, Newport News (Virginie) | 1/4/35       | 3/12/36  | 12/8/38          | 1/7/46  | Transféré à l'Argentine comme Nueve de Julio(11/1/51)                                                                                         | 11        |
| Honolulu     | CL-48        | Arsenal de Brooklyn, New York                                           | 9/12/35      | 26/8/37  | 15/6/1938        | 3/2/47, | Vendu pour démolition (17/11/59) | 9         |

Sous-classe St. Louis
| Nom       | N° de coque. | Constructeur                                                            | Mis sur cale | Lancé   | Armé pour essais | Désarmé | Sort final                                                | Citations |
| --------- | ------------ | ----------------------------------------------------------------------- | ------------ | ------- | ---------------- | ------- | --------------------------------------------------------- | --------- |
| St. Louis | CL-49        | Newport News Shipbuilding and Dry Dock Company, Newport News (Virginie) | 10/12/36     | 15/4/38 | 19/5/39          | 20/6/46 | Transféré au Brésil comme Tamandare (29/1/51)             | 11        |
| Helena    | CL-50        | Arsenal de Brooklyn, New York                                           | 9/12/36      | 27/8/38 | 18/9/39          |         | Torpillé et coulé à la bataille du golfe de Kula (6/7/43) | 7         |

## Pendant la guerre
De nombreux navires de la classe Brooklyn ont été sérieusement endommagés pendant la guerre mais un seul y a été perdu.

### 1941-42, à Guadalcanal et au Maroc

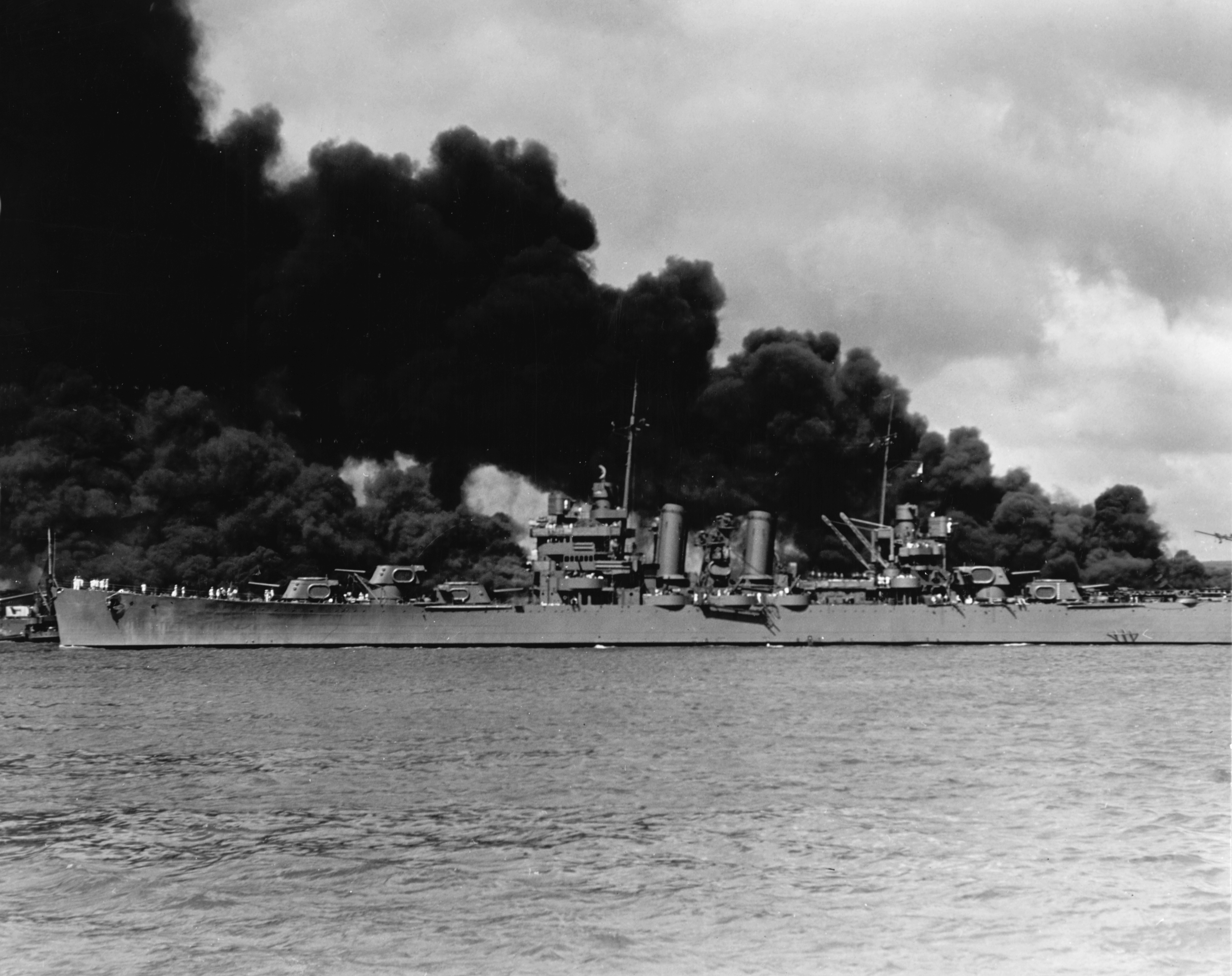
Dans le chenal de sortie de Pearl-Harbor le 7 décembre 1941, l'USS Phoenix (CL-46) passe devant les cuirassés et, en feu

Durant l'attaque de Pearl Harbor,, l'USS Honolulu (CL-48) a été endommagé par des bombes d'avion. L'USS Helena (CL-50) a été atteint par une torpille d'aviation. L'USS St. Louis (CL-49), légèrement endommagé, a réussi à appareiller. L'USS Phoenix (CL-46) qui se trouvait ancré à l'écart des grands bâtiments, est sorti indemne de l'attaque japonaise. Ces deux derniers croiseurs ont vainement cherché à intercepter l'escadre japonaise.
L'USS St. Louis a ensuite escorté des convois dans le Pacifique, puis ayant rallié la Task Force 17, constituée autour du porte-avions USS Yorktown, il a participé, début février, à l'attaque des îles Marshall et Gilbert. L'USS Phoenix a quant à lui escorté des convois entre Hawaï, les États-Unis, l'Australie et était ainsi en route vers Ceylan, fin février 1942, avec l'USS Langley, lorsque le plus ancien porte-avions américain a été coulé par l'aviation japonaise, dans les eaux de Java,.

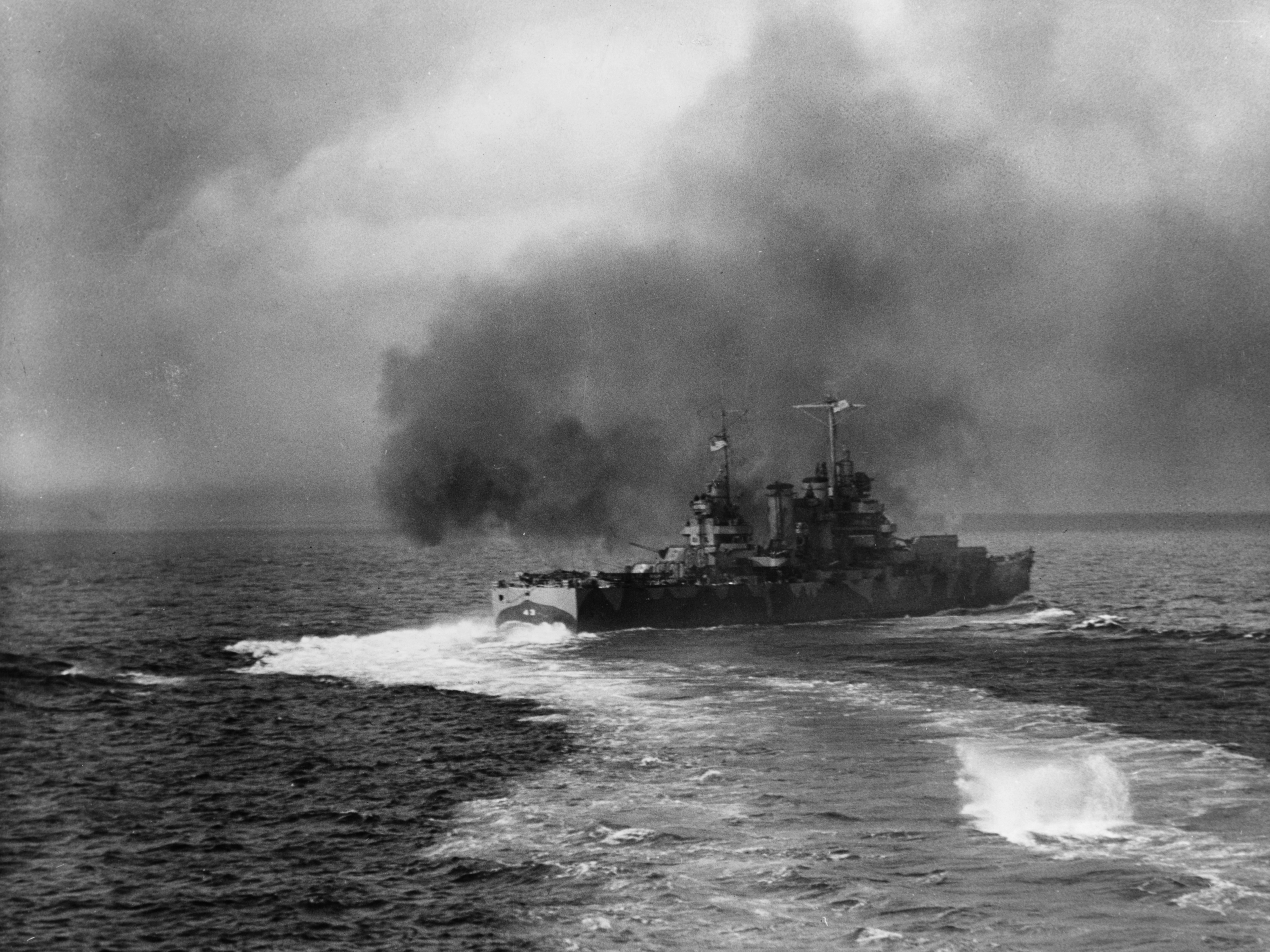
L' bombardant l'île de Kiska, dans les Aléoutiennes, en août 1942

L'USS Nashville (CL-43) qui a accompagné l'USS Hornet dans le raid sur Tokyo, en avril 1942, a gagné les eaux des îles Aléoutiennes, à la mi-mai, comme navire amiral de la Task Force 8, bientôt rejoint par l'USS Honolulu, sans parvenir à empêcher l'occupation d'Attu et de Kiska, au moment de la bataille de Midway. L'USS St. Louis a également rallié les eaux de l'Alaska, au début de l'été de 1942, et y est resté jusqu'à la fin de l'année, attaquant les positions occupées par les Japonais.
Une fois qu'eurent été réparés sur la côte ouest des États-Unis les dégâts que l'USS Helena avait subis à Pearl-Harbor, ce croiseur a été envoyé dans le Pacifique sud, où avaient commencé les combats sur Guadalcanal. Escortant, à la mi-septembre un convoi de renforts, que l'USS Wasp avait la charge de protéger, il a participé au recueil de plusieurs centaines des rescapés de ce porte-avions lorsque celui-ci a été torpillé, incendié et coulé par un sous-marin japonais,.

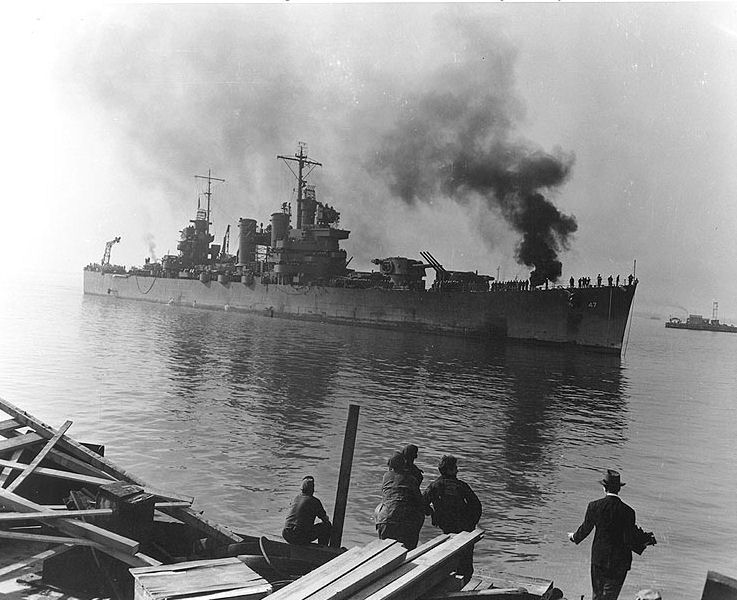
L' arrivant à Philadelphie, pour y être réparé, sa tourelle avant bloquée sur tribord par un obus japonais de 203 mm, à la bataille du Cap Espérance.

L'USS Boise (CL-47) qui se trouvait dans les eaux des Philippines au moment de l'attaque de Pearl-Harbor a dû aller sur la côte ouest des États-Unis pour réparer les dégâts survenus en heurtant un écueil non signalé. Il a ensuite escorté des convois de renforts de troupes vers Guadalcanal. Il a fait ainsi partie, avec l'USS Helena, de la TF 67, aux ordres du contre-amiral Scott, qui à la bataille du cap Espérance, le 11 octobre 1942 a intercepté une escadre de croiseurs lourds japonais envoyés bombarder le terrain d'aviation Henderson. L'USS Helena,qui était équipé d'un radar jugé performant pour l'époque, a contribué à couler le croiseur Furutaka et le destroyer Fubuki, mais l'USS Boise a été lourdement endommagé par un obus du Kinugasa qui est entré dans le magasin de sa tourelle avant. Il y a eu plus de cent marins tués et il a fallu envoyer le croiseur se faire réparer à Philadelphie.
Les premiers croiseurs mis en service de la classe Brooklyn (USS Brooklyn (CL-40), USS Philadelphia (CL-41), USS Savannah (CL-42)) se trouvaient dans l'Atlantique, lors de l'attaque japonaise. Ils ont d'abord participé à des patrouilles et des escortes de convois, contre les U-boote jusqu'à l'été 1942. Ils ont ensuite participé, du 8 au 11 novembre 1942, au débarquement américain au Maroc, bombardant des batteries côtières, engageant les forces de surface françaises, et chassant les sous-marins, l'USS Brooklyn devant Casablanca, l'USS Philadelphia devant Safi, et l'USS Savannah devant Port Lyautey.
Le lendemain 12 novembre, mais à des milliers de kilomètres dans le Pacifique, l'USS Helena, au sein du TG 67.4, a pris part à la première bataille navale de Guadalcanal qui a empêché un bombardement d'Henderson Field, en désemparant le cuirassé rapide japonais Hiei, mais au prix de la perte de deux croiseurs légers anti-aériens et de plusieurs destroyers, de dégâts considérables à deux croiseurs lourds, et de la mort des amiraux Callaghan et Scott.
À la bataille de Tassafaronga, à la fin novembre 1942, la TF 67, avec quatre croiseurs lourds, l'USS Honolulu et plusieurs destroyers, a intercepté un raid de ravitaillement des destroyers japonais, mais la tactique pour faire face à l'emploi des torpilles Longues Lances n'était pas au point, trois des croiseurs lourds ont été gravement endommagés et le quatrième, l'USS Northampton, coulé.

### En 1943, dans les îles Salomon et à Salerne
Les USS Nashville, et St. Louis ont rallié les USS Helena et Honolulu au sein de la TF 67, à la tête de laquelle avait été placé le contre-amiral Ainsworth, précédemment commandant des Destroyers de la Flotte du Pacifique (COMDESPAC). Les terrains d'aviation japonais les plus proches à l'ouest de Guadalcanal, ont subi des bombardements côtiers, notamment celui de Munda, dès le début janvier 1943. Les croiseurs ont en suite participé aux opérations en mer de Bismarck contre les îles de l'Amirauté puis aux opérations préparatoires à l'attaque de la Nouvelle-Géorgie,,,.
À la mi-mai, une explosion accidentelle dans une des tourelles de l'USS Nashville a tué 18 marins, et ce croiseur a dû partir se faire réparer aux États-Unis. Lorsqu'a la fin juin, les forces américaines ont débarqué en Nouvelle-Géorgie (Opération Toenails), la Marine impériale japonaise a repris sa tactique du « Tokyo Express », pour faire acheminer de nuit renforts et ravitaillements par des destroyers. Dans la TF 18, puis dans le TG 36.1, ainsi qu'avait été rebaptisée la TF 67, les croiseurs s'y sont opposés, lors de deux batailles.

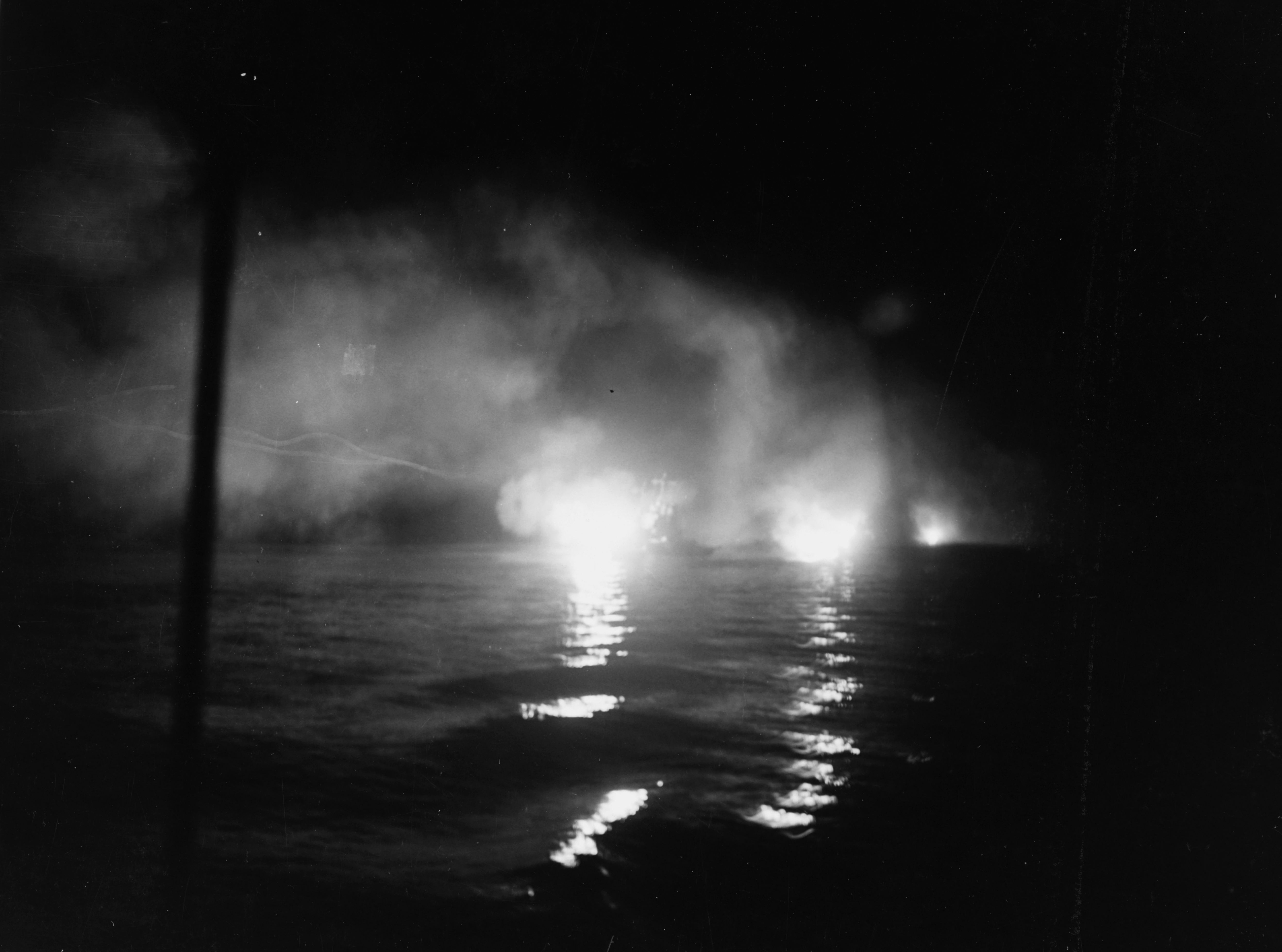
Les croiseurs (à gauche) et, vus de l', juste avant que l' soit torpillé.

Dans le golfe de Kula, au cours de la nuit du 5 au 6 juillet, le contre-amiral Akiyama a été tué sur le destroyer Niizuki, coulé par le tir de l'USS Helena, notamment, mais en pointant leurs torpilles sur les flammes de départ de ses coups de canon, les destroyers japonais ont torpillé et coulé l'USS Helena. Une étoile d'argent et deux étoiles de bronze figurent, au titre de 7 citations, sur son ruban commémoratif de la Campagne Asie-Pacifique.

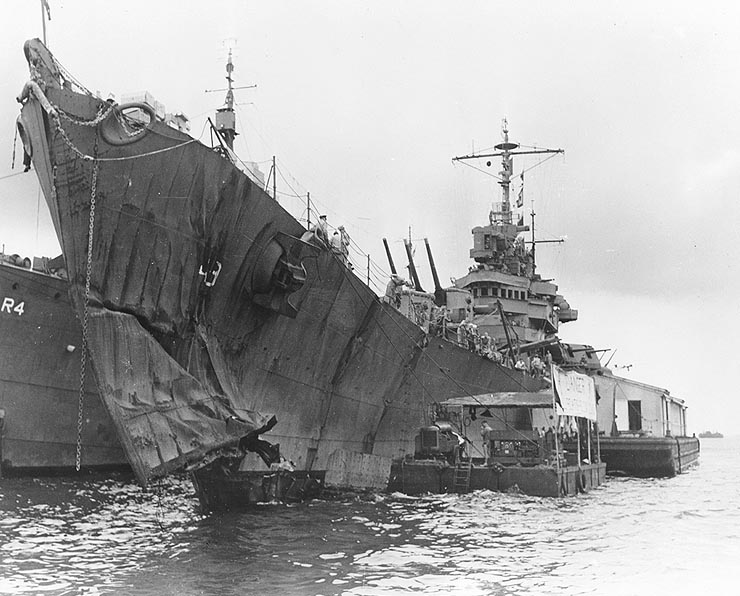
Le croiseur USS St. Louis, en réparations à Tulagi des dégâts subis devant Kolombangara.

Au large de Kolombangara dans la nuit du 12 au 13 juillet, l'USS Honolulu et l'USS St. Louis ont coulé le croiseur amiral japonais, le Jintsu sur lequel le contre-amiral Izaki a été tué, mais les deux croiseurs américains, et le HMNZS Leander qui les accompagnait, ont été touchés par des torpilles Longues Lances et sérieusement endommagés,.

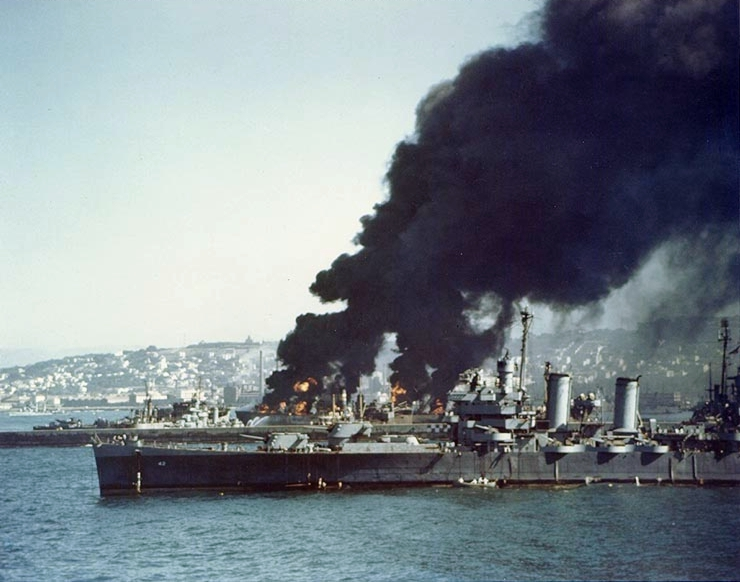
Le Savannah à Alger le 16 juillet 1943, à côté du cargo Bjørkhaug qui brule

Les croiseurs de la classe Brooklyn qui avaient couvert le débarquement au Maroc, sont passés en Méditerranée, après la reprise du combat des Forces françaises d'Afrique du côté des Alliés. Ils ont escorté des convois et donné chasse aux forceurs de blocus allemands. L'USS Savannah a alors participé à l'interception du Karin, dans l'Atlantique sud, en mars 1943. En juillet 1943, ils ont participé aux débarquements de Sicile (opération Husky), du 10 au 16 juillet 1943, au sein de la Western Task Force, dans laquelle on retrouve l'USS Boise, arrivé des États-Unis, une fois ses réparations achevées en mars. Ils ont participé aux repérages aériens préparatoires, assuré la Défense Contre Avions des plages de débarquement, à proximité de Gela et de Scoglitti, contribué à repousser les contre-attaques des blindés allemands. Ils ont ensuite appuyé la progression de la VIIe Armée américaine, vers Palerme, pour les USS Brooklyn, Philadelphia, Boise et Savannah.

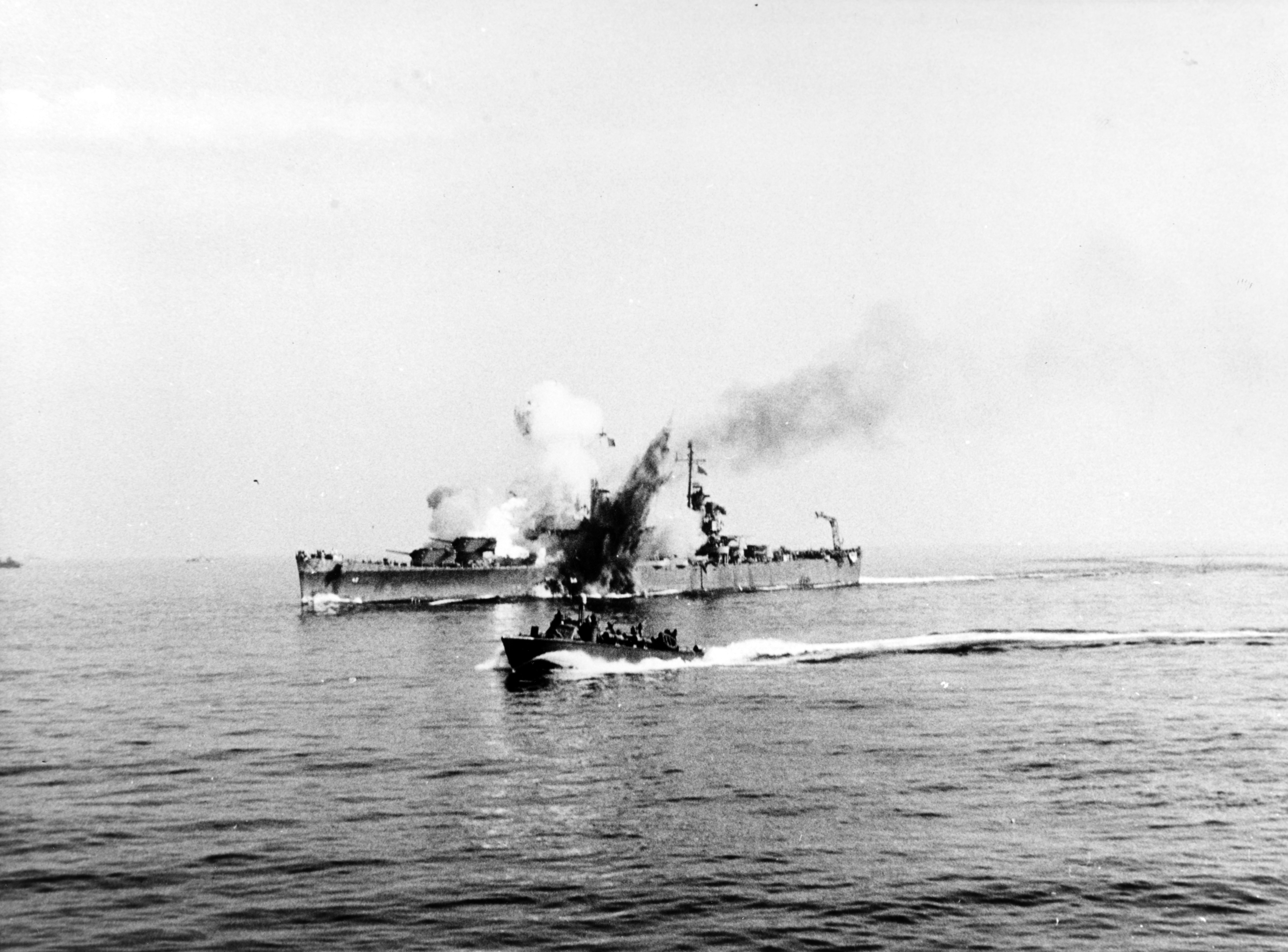
Le Savannah touché par une bombe aérienne allemande pendant l'opération Avalanche, le 11 septembre 1943.

Début septembre, les croiseur américains ont participé aux débarquements alliés en Italie continentale, à Tarante (Opération Slapstick) et surtout à Salerne (Opération Avalanche) où ils ont pris une part active au soutien des troupes à terre face aux contre-attaques des blindés allemands.
Le 11 septembre, l'USS Savannah a été atteint par une bombe radio-guidée allemande Fx 1400 Fritz X qui a pénétré par la tourelle no 3 et a soufflé la cale du navire. Il y eut près de 200 tués, mais le savoir-faire de son équipage l'a empêché de couler. En réparation à Philadelphie jusqu'en janvier 1945, l'USS Savannah a été reconstruit avec une coque plus épaisse destinée à améliorer sa capacité de résistance aux torpilles ce qui a augmenté sa largeur de près de 2,50 m, ses tourelles II et III de 152 mm ont été remplacées, ses canons de 127 ont été réinstallés sous la forme de quatre affûts doubles sous tourelles, comme sur la sous-classe St. Louis. L'USS Brooklyn et l'USS Boise ont reçu le même aménagement ultérieurement.
Dans le Pacifique, comme les réparations des dommages subis à la bataille de Kolombangara par les USS Honolulu et St. Louis ont duré jusqu'à la mi-novembre, et comme les USS Nashville et Phoenix se trouvaient affectés à la TF 44 au sein des forces navales de la zone du Pacifique Sud-Ouest, ce sont des croiseurs de la nouvelle classe Cleveland qui avaient déjà été engagés lors des opérations en mer des Salomon, qui ont constitué l'ossature de la Task Force 39 chargée de la couverture rapprochée du débarquement sur Bougainville et qui ont pris part à la bataille de la baie de l'Impératrice Augusta.
Leurs réparations achevées, les USS Honolulu et St. Louis sont retournés dans le Pacifique Sud, où ils ont procédé à des bombardements dans le secteur de Bougainville. Dans les derniers jours de décembre, l'USS Nashville et l'USS Phoenix
ont couvert le débarquement des troupes du général MacArthur au Cap Gloucester,.

### En 1944, de Nouvelle-Guinée aux Philippines et en Provence
L'USS Honolulu a participé au débarquement dans les îles Green, en février, avec l'USS St. Louis qui y a été endommagé par plusieurs attaques aériennes. Ils ont, en mai, rallié les forces navales du Pacifique central (la 5e Flotte de l'amiral Spruance), en prévision de l'attaque des îles Mariannes.
En Méditerranée, les USS Brooklyn et Philadelphia ont couvert, en février, le débarquement d'Anzio et ont appuyé, jusqu'en mai, la très lente progression des troupes
américaines vers Rome,.
Dans le Pacifique Sud-Ouest, les USS Nashville, Phoenix et Boise ont appuyé la progression des troupes du général MacArthur le long de la côte nord de la Nouvelle-Guinée, bombardant Madang-Alexishafen (fin janvier), couvrant le débarquement de la baie de Humboldt (22 avril) pendant lequel le général MacArthur a embarqué sur l'USS Nashville, bombardant Wakde-Sawar (29-30 avril) et appuyant les débarquements de Wakde-Toem (15-25 mai), et celui de Biak (25 mai-10 juin).
Les USS Honolulu et St. Louis, en juin, ont bombardé Saipan, et participé à la bataille de la mer des Philippines, puis en juillet, à l'attaque de Guam, pendant laquelle l'USS St. Louis a été accidenté ce qui lui vaudra de partir en réparation sur la côte ouest des États-Unis, jusqu'en novembre.
En Méditerranée, l'USS Brooklyn a participé au débarquement de Provence (opération Dragoon) de même que l'USS Philadelphia qui a opéré, le 15 août, dans le secteur de Saint-Tropez, avant d'appuyer quelques jours plus tard, la progression des troupes françaises à l'ouest de Toulon vers Marseille.

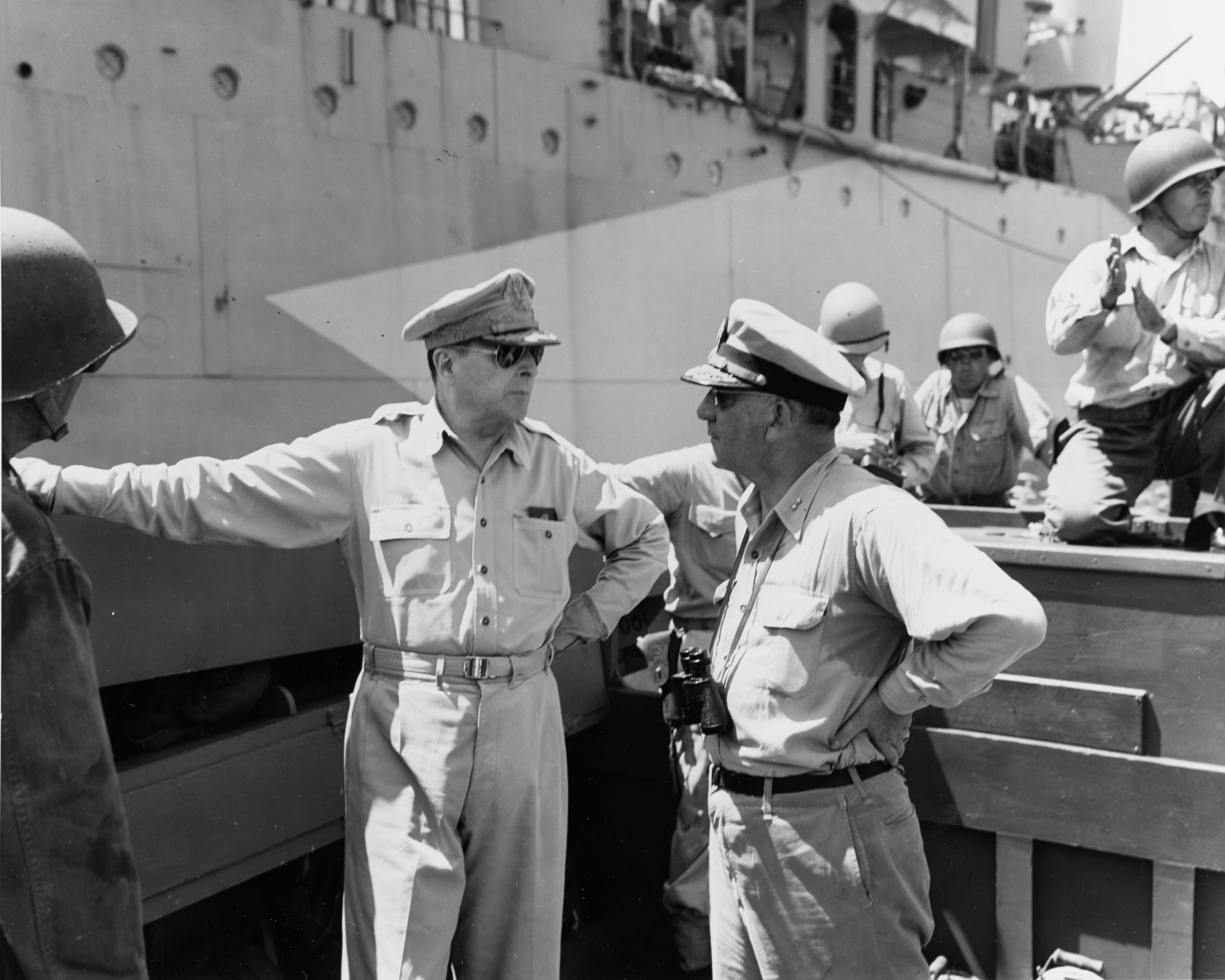
Le général MacArthur et le contre-amiral Barbey quittant l'USS Nashville (CL-43) devant Morotai le 15 septembre 1944

Le 15 septembre, l'USS Honolulu, au sein de la TF 32 dans la IIIe Flotte, a participé dans les Palaos à l'attaque de Peleliu, tandis que les croiseurs qui faisaient partie de la VIIe Flotte, l'USS Nashville au sein de la TF 74, sur lequel avait encore une fois embarqué le général MacArthur, les USS Phoenix et Boise, au sein de la TF 75, participaient à la dernière opération de la campagne de Nouvelle-Guinée, l'attaque de Morotai,.

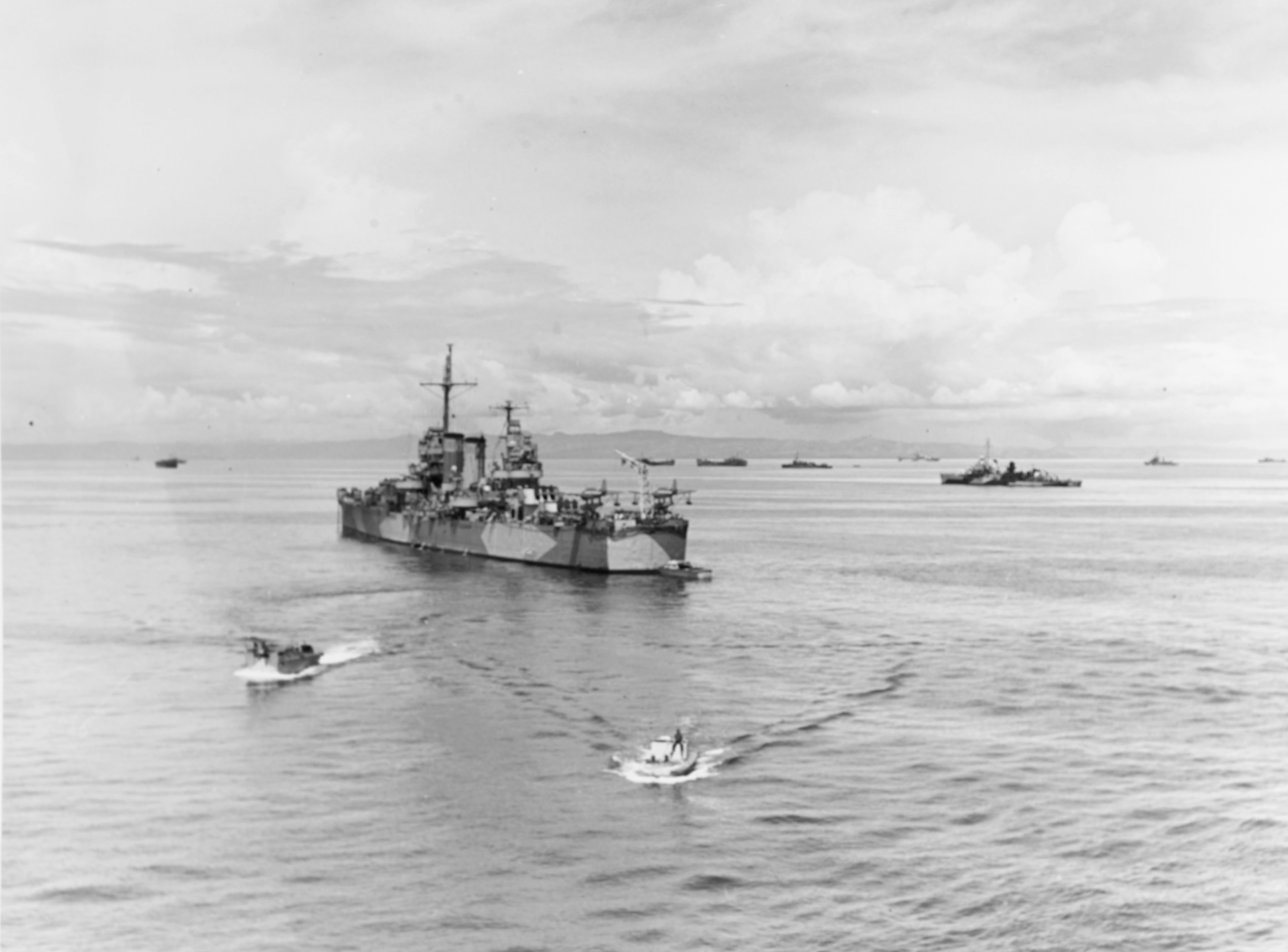
L' devant Leyte, le 21 octobre 1944

Le 20 octobre, le débarquement américain a commencé sur l'île de Leyte. Le général MacArthur est arrivé sur l'USS Nashville, les USS Phoenix et Boise ont participé aux bombardements préparatoires, mais l'USS Honolulu a alors reçu une torpille aérienne et a dû subir des réparations qui n'étaient pas achevées lors de la capitulation japonaise. Une étoile d'argent et quatre étoiles de bronze figurent, au titre de 9 citations, sur son ruban commémoratif de la Campagne Asie-Pacifique.
Dans la nuit du 24 au 25 octobre, les USS Phoenix et Boise ont participé à la bataille du détroit de Surigao où une importante force japonaise, comprenant deux cuirassés et un croiseur lourd, a été anéantie,.
Le 16 novembre, l'USS St. Louis a rejoint la VIIe Flotte et a contribué à la protection anti-aérienne du trafic naval dans le golfe de Leyte et le détroit de Surigao, mais le 27 novembre, endommagé à la suite d'attaques de l'aviation japonaise, dont plusieurs attaques-suicides, il dû encore une fois partir en réparation en Californie.
Lors de la poursuite de la reconquête des Philippines, l'USS Nashville a été touché par une attaque kamikaze le 13 décembre 1944 au large de Mindoro qui a tué ou blessé 310 membres d'équipage. Il est parti se faire réparer au Puget Sound Navy Yard, à Bremerton jusqu'en mars 1945.

### En 1945, aux Philippines, devant Okinawa, et devant Borneo
Début janvier 1945, l'USS Savannah a escorté l'USS Quincy, lorsque ce croiseur lourd a emmené le Président Roosevelt jusqu'à Malte, pour aller participer à la Conférence de Yalta puis rencontrer au retour, le roi d'Arabie Ibn-Saoud dans le Grand Lac Amer.
Après avoir contribué à la Défense Contre Avions dans le golfe de Leyte, les USS Phoenix et Boise ont participé au débarquement sur Luçon au golfe de Lingayen, début janvier, et ont appuyé la progression des troupes américaines jusqu'à Corregidor, fin février. L'USS Phoenix qui portait alors la marque du contre-amiral Berkey a ensuite opéré devant Balikpapan à Borneo. L'USS Boise a quant à lui opéré devant Zamboanga, au sud de Mindanao, puis a transporté le général MacArthur dans une tournée d'inspection dans les Philippines centrales et du sud.
Revenu de réparations en mars, l'USS St. Louis a participé aux bombardements aéronavals du Japon, avant l'attaque d'Okinawa, puis au débarqement sur cette île, enfin à l'appui de la progression des troupes débarquées dans le secteur des plages de Hagushi (en) avant de rejoindre la base navale avancée de Buckner Bay, en baie de Nakagusuku (en) à Okinawa.
Ayant rejoint la VIIe Flotte en avril, l'USS Nashville est devenu le navire amiral du contre-amiral Berkey, commandant de la Task Force 74, et a opéré en baie de Brunei, à Bornéo.
C'est l'USS Philadelphia qui a escorté, en juillet, l'USS Augusta, lorsque ce croiseur lourd a emmené le Président Truman jusqu'à Anvers, pour aller participer à la Conférence de Potsdam. Au retour, en août, à Plymouth, il a rendu les honneurs au Roi d'Angleterre George VI, venu saluer le Président des États-Unis.

### Récompenses et décorations
Outre celles déjà indiquées pour les USS Helena et Honolulu, les croiseurs de la classe Brooklyn ont été cités à maintes reprises
- au titre de la campagne d'Europe-Afrique-Moyen Orient, pour les USS Brooklyn, Philadelphia et Savannah, respectivement 4, 5, et 3 fois[37];
- au titre de la campagne d'Asie-Pacifique, pour les USS Nashville, Phoenix et St. Louis, respectivement 10, 9, et 11 fois[37];
- au titre des deux campagnes, au total 11 fois, pour l'USS Boise[27].

## Après la guerre
Tous les navires de la classe étaient désarmés au début de 1947. À l'exception de l'USS Honolulu et de l'USS Savannah, qui ont été considérés comme inaptes à être remis en service actif en raison des dégâts subis pendant la guerre et qui ont été vendus pour la ferraille en 1959, les autres été vendus début 1951 à des pays d'Amérique du Sud et sont restés en service pendant vingt à trente ans.
Les USS Brooklyn et Nashville ont été vendus au Chili où ils ont servi respectivement sous les noms d'O'Higgins (02) et de Capitan Prat (03).
Les USS Philadelphia et St. Louis ont été vendus au Brésil et ont servi respectivement sous le nom d'Almirante Baroso (C-11) et de Tamandare.
Les USS Boise et Phoenix ont été vendus à l'Argentine où ils ont servi respectivement sous les noms de Nueve de Julio pour le Boise et de Diecisiete de Octubre (C-4) puis General Belgrano pour le Phoenix. Le General Belgrano a été torpillé et coulé par le sous-marin HMS Conqueror pendant la guerre des Malouines.